# سوکوتاش (امام‌اغلو)
سوکوتاش (به ترکی استانبولی: Sokutaş) یک منطقهٔ مسکونی در ترکیه است که در امام‌اغلو واقع شده‌است.